# Tarło (gmina)
Tarło (od 1877 Berejów; od 1973 Niedźwiada) – dawna gmina wiejska istniejąca do 1954 roku w woj. lubelskim. Siedzibą władz gminy było Tarło, następnie Niedźwiada.
Gmina powstała za Królestwa Polskiego w powiecie lubartowskim w guberni lubelskiej w 1877 roku z obszaru zniesionej gminy Berejów.
W okresie powojennym gmina należała do powiatu lubartowskiego w woj. lubelskim. Według stanu z dnia 1 lipca 1952 roku gmina składała się z 16 gromad.
Gmina została zniesiona 29 września 1954 roku wraz z reformą wprowadzającą gromady w miejsce gmin. Jednostki nie przywrócono 1 stycznia 1973 roku po reaktywowaniu gmin, utworzono natomiast jej terytorialny odpowiednik, gminę Niedźwiada.